# 櫻井正信
櫻井 正信（さくらい まさのぶ、1921年 - 2012年10月17日）は、日本の地理学者、駒澤大学名誉教授。世田谷区名誉区民。

## 来歴
東京都生まれ。1942年、駒澤大学専門部歴史地理科卒業。さらに旧制学部の人文学科を修了してから家業につく。終戦後、卒業生有志らを集め、1950年秋に「世田谷区誌研究会」を設立（初代会長は大場信続。編集は桜井正信）。雑誌『世田谷』を発行するなど、郷土地理学ならびに歴史地理学の研究を行う。
1952年4月、駒澤大学講師に着任。1964年2月、助教授。1968年4月、教授に就任。郷土地理学や歴史地理学、地誌学概説などを担当した。
2000年4月19日　世田谷区名誉区民に選定される（「せたがやの民話」編纂）。歴代顕彰者には、井上靖、向井潤吉、中村汀女、森繁久彌などがいる。2012年10月17日死去、91歳。

## 著書
- 「歴史と風土　武蔵野」社会思想社　1966.6
- 「文学と風土　武蔵野」社会思想社　1968（教養デラックス）
- 「山国の街道と秘境文化　木曽路・飛驒路・五箇山郷 （歴史と風土）」有峰書店　1971
- 「滅びゆく武蔵野」有峰書店　1971　岡田沢治 （撮影）
- 「滅びゆく武蔵野 第1集　特集；武蔵野の水車」有峰書店　1971
- 「べらんめえ大将　知恵ぶくろ・勝海舟」（日本史の目）さ・え・ら書房　1973
- 「日本の野人たち 流れを変えるエネルギー」日本生産性本部　1973
- 「武蔵野　古寺と古城と泉」有峰書店　1976
- 「あるく長崎　平戸・島原・天草・五島・壱岐・対馬」新声社　1976（トラベルLシリーズ）
- 「滅びゆく武蔵野 第1集」有峰書店　1976／1984
- 「滅びゆく武蔵野 第2集」有峰書店　1977
- 『地図の見かた描きかた : イラストレーションの技法 (クリエイティブ・アート・ブックス)』有峰書店、1978年。doi:10.11501/9583685。
- 「おれの絵はこれからだ　まんがの巨人・北斎 （日本史の目）」さ・え・ら書房　1978
- 「ふるさと 北から南から 3 関東地方」さ・え・ら書房　1979
- 「日本産物誌」[7]
- 「武蔵野 : 歴史細見」八坂書房　1980.10
- 「十返舎一九」さ・え・ら書房　1982.3 （少年少女伝記読みもの）絵：中込漢
- 「東京に生きる江戸」光村図書　1984.7（朝日カルチャー叢書）
- 「ふるさと世田谷百景」後藤伸行 共著　世田谷サービス公社　1987
- 「税金あの手この手」さ・え・ら書房　1991.3（まんが日本史キーワード）桜井正信 原案、ムロタニツネ象 作画
- 「神仏と日本人」さ・え・ら書房　1991.4 (まんが日本史キーワード)桜井正信 原案、ムロタニツネ象 作画
- 「反対語辞典」日本文芸社　1991.4
- 「せたがやの民話」世田谷区区長室広報課　1995

### 監訳
- 「旅行用心集」八隅蘆菴著　八坂書房　1993.8／2001.6／2009.9

### 編著
- 「新日本女性史 : 歴史の流れの中にたくましく生きた女性群像」有峰書店　1979.3
- 「東京江戸案内 : 歴史細見」八坂書房　1979.12
- 「東京江戸今と昔 : 歴史細見」八坂書房　1980.12
- 「ことわざ格言辞典」鈴木儀一（共編）永岡書店　1986
- 「歴史散策　東京江戸案内1,名所篇」八坂書房　1994
- 「歴史散策　東京江戸案内2,歌舞伎と落語篇」八坂書房　1994
- 「歴史散策　東京江戸案内3,老舗と職人篇」八坂書房　1994
- 「歴史散策　東京江戸案内4,相撲と銅像篇」八坂書房　1994[8]
- 「歴史散策　東京江戸案内5,年中行事と地名篇」八坂書房　1994

### 監修
- 「江戸東京千年の土魂を探る」橘健一 藍書房　2010.3
- 「写真アルバム　世田谷区の昭和」 2012

### 論文
- CiNii>

## 関連事項
- 今朝洞重美（けさどう しげみ、1923年 - 2001年2月27日） - 地理学者、駒澤大学名誉教授
- 井関弘太郎 - 名古屋大学名誉教授